# Zimmerius
Genre
Zimmerius est un genre de passereaux de la famille des Tyrannidés. Il se trouve à l'état naturel dans le Sud du Mexique, en Amérique centrale, et du Sud,,,,,,,,,,,,,,.

## Liste des espèces
Selon la classification de référence du Congrès ornithologique international (version 9.1, 2019) :
- Zimmerius vilissimus (Sclater, PL & Salvin, 1859) — Tyranneau gobemoucheron
- Zimmerius parvus (Lawrence, 1862) — Tyranneau menu
- Zimmerius improbus (Sclater, PL & Salvin, 1871) — Tyranneau trompeur
  - Zimmerius improbus tamae (Phelps & Phelps Jr, 1954)
  - Zimmerius improbus improbus (Sclater, PL & Salvin, 1871)
- Zimmerius petersi (von Berlepsch, 1907) — Tyranneau de Berlepsch, Tyranneau de Peters
- Zimmerius bolivianus (d'Orbigny, 1840) — Tyranneau bolivien, Tyranneau de Bolivie
- Zimmerius cinereicapilla (Cabanis, 1873) — Tyranneau à bec rouge
- Zimmerius villarejoi Álvarez Alonso & Whitney, BM, 2001 — Tyranneau de Mishana, Tyranneau de Villarejo
- Zimmerius chicomendesi Whitney, BM, Schunck, Rêgo & Silveira, LF, 2013 — Tyranneau de Mendes
- Zimmerius gracilipes (Sclater, PL & Salvin, 1868) — Tyranneau à petits pieds
  - Zimmerius gracilipes gracilipes (Sclater, PL & Salvin, 1868)
  - Zimmerius gracilipes gilvus (Zimmer, JT, 1941)
- Zimmerius acer (Salvin & Godman, 1883) — Tyranneau guyanais, Tyranneau vif
- Zimmerius chrysops (Sclater, PL, 1859) — Tyranneau à face d'or
- Zimmerius minimus (Chapman, 1912) — Tyranneau de Coopmans
  - Zimmerius minimus minimus (Chapman, 1912)
  - Zimmerius minimus cumanensis (Zimmer, JT, 1941)
- Zimmerius albigularis (Chapman, 1924) — Tyranneau du Chocó, Tyranneau du Chocó
- Zimmerius flavidifrons (Sclater, PL, 1860) — Tyranneau de Loja
- Zimmerius viridiflavus (Tschudi, 1844) — Tyranneau à face jaune, Tyranneau à front d'or, Tyranneau de Tchudi